# Honky tonk (musique)
Pour les articles homonymes, voir Honky tonk (homonymie).
Le honky tonk est un style musical appartenant plus largement à la musique country, tout comme le bluegrass, auquel il s'oppose. Son nom provient du style de bars dans lesquels il est habituellement joué. Aujourd'hui, le honky tonk semble être l'un des styles les plus connus de musique country.
Respirant souvent la joie de vivre, mais ne dédaignant pas la mélancolie, c'est une musique "à boire et à danser" qu'on jouait souvent dans les bars du sud des États-Unis. 
Incarnée notamment par Jimmie Rodgers, Bob Wills et Hank Williams, le honky tonk est souvent considéré comme le courant qui a le plus influencé la musique country actuelle. Il connaît son âge d'or dans les années 1950.

## Quelques représentants de la musique honky tonk
- George Strait
- Alan Jackson
- Honky Tonk Angels (Dolly Parton, Loretta Lynn & Tammy Wynette)
- George Jones
- Ernest Tubb
- Lefty Frizzell
- Johnny Horton
- Tony Joe White
- Hank Williams

## Quelques chansons connues
- Lovesick Blues
- Honky-Tonk Blues
- Jambalaya
- Baby We're Really In Love
- Walking the Floor Over You
- Goodnight Irene
- If You've Got the Money, I've Got the Time
- I Want to be With You Always
- Always Late
- Saginaw, Michigan
- She's Gone, Gone, Gone
- Watermelon Time in Georgia
- Honky Tonk Woman
- Silver Threads and Golden Needles
- Chattahoochie

## Piano Honky Tonk
Mettant davantage l'accent sur le rythme que sur la mélodie, le Honky tonk se distingue souvent, à l'origine, par l'utilisation d'un "piano déglingué", tout comme le ragtime dont il revendique l'influence ; le genre de pianos, mal entretenus et désaccordés, qu'on trouvait dans les bars où se produisaient les pionniers du genre. Les caractéristiques propres au Honky tonk se sont par la suite accentuées pour donner naissance au boogie-woogie.